# Jaime Ordiales
José Jaime Ordiales Domínguez (Ciudad de México, 23 de diciembre de 1962) es un exjugador, entrenador y directivo del fútbol mexicano. Hermano del exfutbolista Mario Ordiales. 

## Trayectoria
Como jugador debutó con los entonces "Electricistas" del Necaxa (ahora con el mote de "Rayos") antes Atlético Español el domingo 9 de diciembre de 1982 en un duelo contra León que los necaxistas ganaron 3-0. Entró como sustituto al minuto 69 por Sergio García.
Durante su carrera como futbolista activo pasó por diversos equipos, destacando particularmente su lapso con el Club Deportivo Guadalajara , León FC, y Reboceros de La Piedad, alcanzando con estos últimos el superliderato en la campaña 2001 bajo el mando de Víctor Manuel Vucetich. Se retiró al término del Apertura 2002 jugando con el Club Pachuca.
En 2008 fue nombrado director deportivo del Club América, y a partir de 2011 vicepresidente del mismo, hasta el 30 de septiembre de 2011 cuando anunció su renuncia al club.
En mayo de 2012 es nombrado director técnico y vicepresidente deportivo del Club Necaxa, En agosto de 2013 deja el cargo de Entrenador en manos de su auxiliar Armando González debido a problemas de salud tras ser diagnosticado con cáncer pulmonar. Se mantuvo en el cargo directivo hasta 2014. y después de una larga recuperación, regresa, ahora como auxiliar técnico de Vucetich en Querétaro. En 2020 fue nombrado como presidente momentáneo del Cruz Azul FC debido a que el presidente anterior tuvo algunos problemas legales.

## Clubes como futbolista
- 1982-1985:  Necaxa
- 1985-1987:  Coyotes
- 1987-1989:  Cruz Azul
- 1989-1992:  Chivas
- 1992-1993:  Puebla FC
- 1993-1995:  Tecos UAG
- 1995-2001:  León FC
- 1996-1998:  Toluca
- 2001-2002:  La Piedad
- 2002:  Pachuca

## Clubes como entrenador
| Club                   | País   | Año         |
| ---------------------- | ------ | ----------- |
| Tecos de la UAG        | México | 2008        |
| Club Necaxa            | México | 2012 - 2013 |
| Correcaminos de la UAT | México | 2017        |

## Como Director Deportivo
| Club                       | País   | Año         |
| -------------------------- | ------ | ----------- |
| Club América               | México | 2008 - 2011 |
| Club Necaxa                | México | 2013 - 2014 |
| Club Deportivo Guadalajara | México | 2015 - 2016 |
| Cruz Azul                  | México | 2020 - 2022 |
| Selección Mexicana         | México | 2022 - 2023 |

|Mazatlán FC 
| México
|2025 - actual
|-

## Selección nacional
Como internacional mexicano, Ordiales jugó en 21 partidos oficiales de la Selección de fútbol de México y anotó en dos ocasiones; participó en la Copa Mundial de Fútbol de 1998 bajo el mando de Manuel Lapuente.
| Club                          | País   | PJ | Goles | Periodo     |
| ----------------------------- | ------ | -- | ----- | ----------- |
| Selección de fútbol de México | México | 21 | 2     | 1991 - 1998 |

## Participaciones en Copas del Mundo
| Mundial                        | Sede    | Resultado        |
| ------------------------------ | ------- | ---------------- |
| Copa Mundial de Fútbol de 1998 | Francia | Octavos de final |

### Como Directivo

#### Torneos nacionales
| Título               | Club        | País   | Año     |
| -------------------- | ----------- | ------ | ------- |
| Copa MX              | Guadalajara | México | 2015    |
| Liga MX              | Cruz Azul   | México | 2021    |
| Campeón de Campeones | Cruz Azul   | México | 2020-21 |
| Supercopa de la Liga | Cruz Azul   | México | 2022    |

#### Títulos internacionales
| Título                  | Club                | Sede           | Año  |
| ----------------------- | ------------------- | -------------- | ---- |
| Copa Oro de la Concacaf | Selección de México | Estados Unidos | 2023 |